# Hermann Delius (Unternehmer)

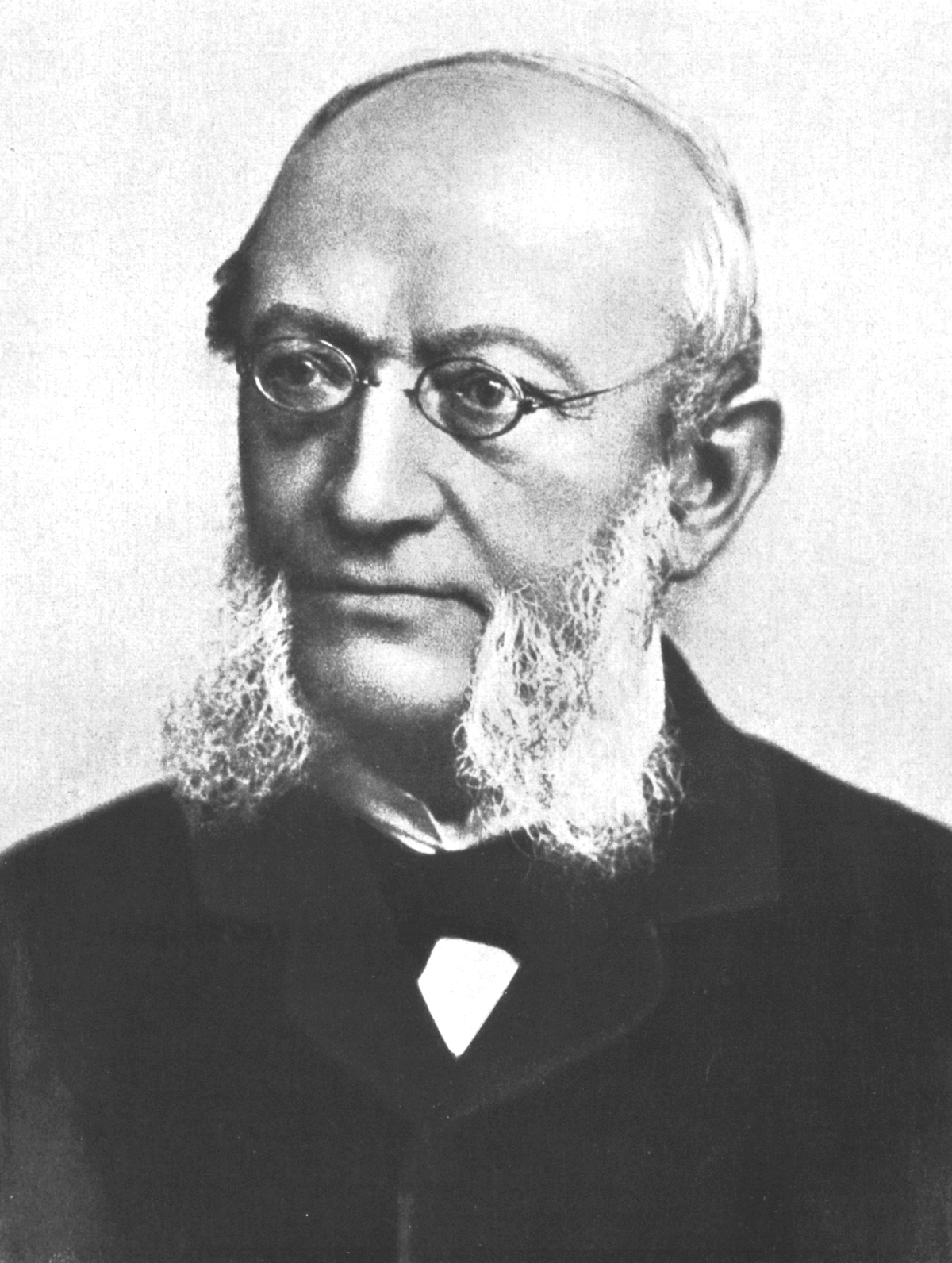
Hermann Delius

Hermann Wilhelm Delius (* 17. Juni 1819 in Bielefeld; † 26. Dezember 1894 ebenda) war ein deutscher Großhandels-Kaufmann und Unternehmer der Textilbranche.

## Leben und Wirken
Delius entstammte einer Bielefelder Leinenhändlerfamilie. Er war das älteste von zehn Kindern von Gustav Delius (1794–1872), Kaufmann und Fabrikant in Bielefeld sowie seit 1843 preußischer Kommerzienrat und nach dem Tode seines Vaters für zwei Jahre auch Rittergutsbesitzer zu Bökel (heute Gut Böckel).
Hermann Delius besuchte zunächst das Bielefelder Realgymnasium und ab 1834 die Realschule in Barmen. Zur kaufmännischen Ausbildung ging er 1835 nach Bremen, später nach London und 1838 nach Irland. In den Jahren 1838 und 1839 war er im Auftrag der Firma in Málaga. Im Jahr 1840 trat Delius in das Familiengeschäft E. A. Delius & Söhne ein. Im Dienste der Firma besuchte er Handelsplätze in Spanien, Frankreich, Schweiz, Holland, Belgien, Dänemark und Russland. Im Jahr 1844 wurde Delius Teilhaber des Unternehmens. Ein Jahr später heiratete Delius Auguste Henriette Rabe, mit der er elf Kinder hatte.
Das Familienunternehmen handelte im großen Stil mit den von den heimgewerblichen protoindustriellen Leinewebern im Ravensberger Land hergestellten Leinen. Die Firma war dabei das größte Unternehmen dieser Art in Bielefeld. Bereits unter Führung von Gottfried Delius (dem Bruder seines Vaters) führte die Konkurrenz des maschinell hergestellten Leinens in England zu erheblichen Verlusten und am Ende der 1840er Jahre lag das Geschäft völlig am Boden.
Auch vor dem Hintergrund seiner Erfahrungen in England strebte Hermann Delius auch in Bielefeld eine Mechanisierung der Leinenproduktion an. Er stieß dabei auf den Widerstand in Teilen der Familie und der etablierten Kaufmannschafts, die an den alten Methoden festhalten wollten, sowie den Handwebern und Spinnern, die ihren Lebensunterhalt in Gefahr sahen. Vor diesem Hintergrund gab es starke Bestrebungen unter den Kaufleuten, unterstützt in Petitionen an die Regierung auch von den Handwebern das bisherige System etwa durch Hebung von Qualitätsstandards zu bewahren. Es kam 1842 sogar zu gegenseitigen Verpflichtungen, nur handgesponnenes Garn zu verarbeiten. Vor allem die ältere Generation der Leinenhändler stand einer Mechanisierung und dem damit verbundenen unternehmerischen Risiko sehr skeptisch gegenüber. Der Bielefelder Landrat klagte 1847: „Letztlich fehlt es nicht an Geld, sondern an Vertrauen zur Rentabilität und Spekulationsgeist.“

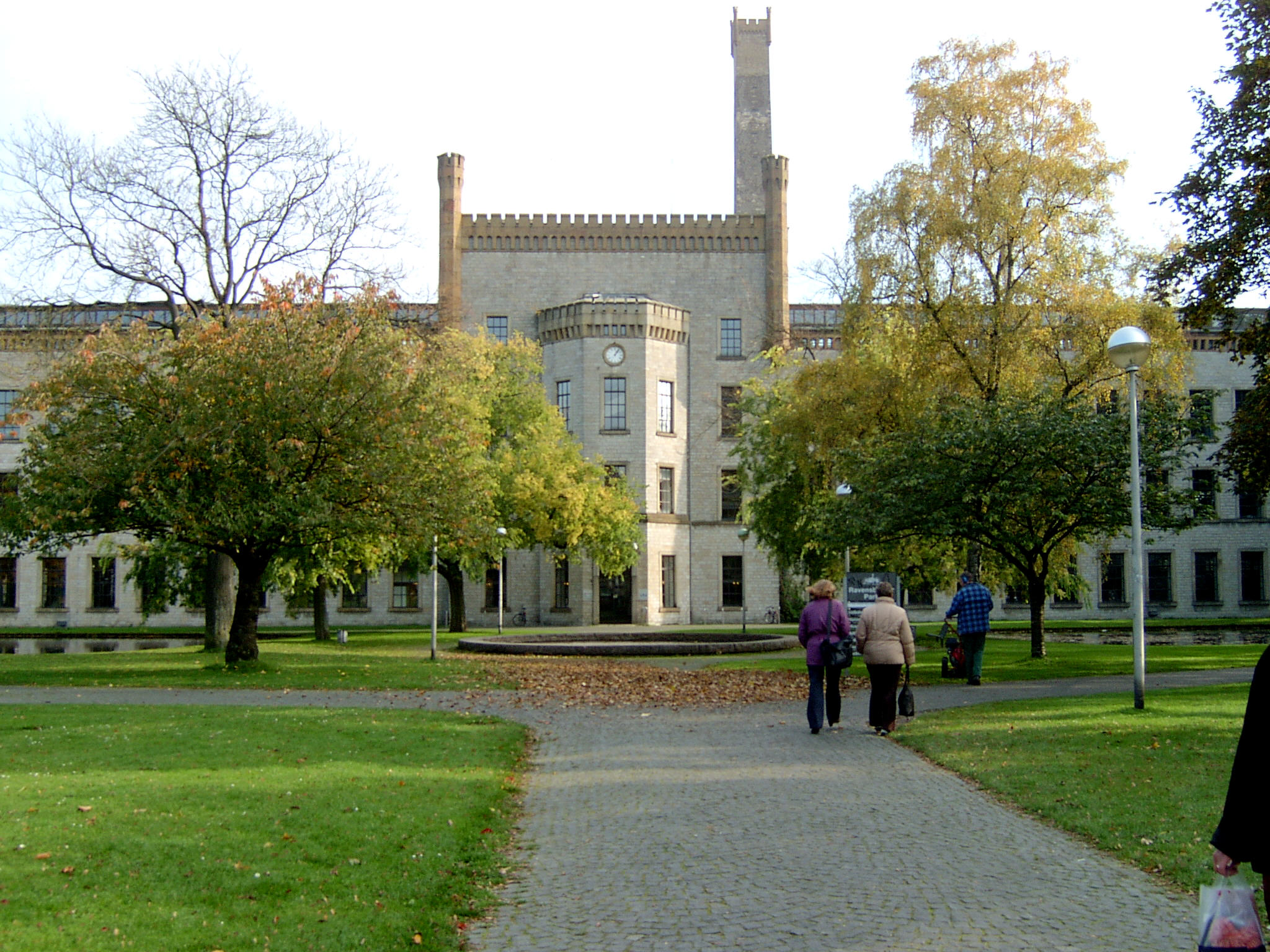
Ravensberger Spinnerei

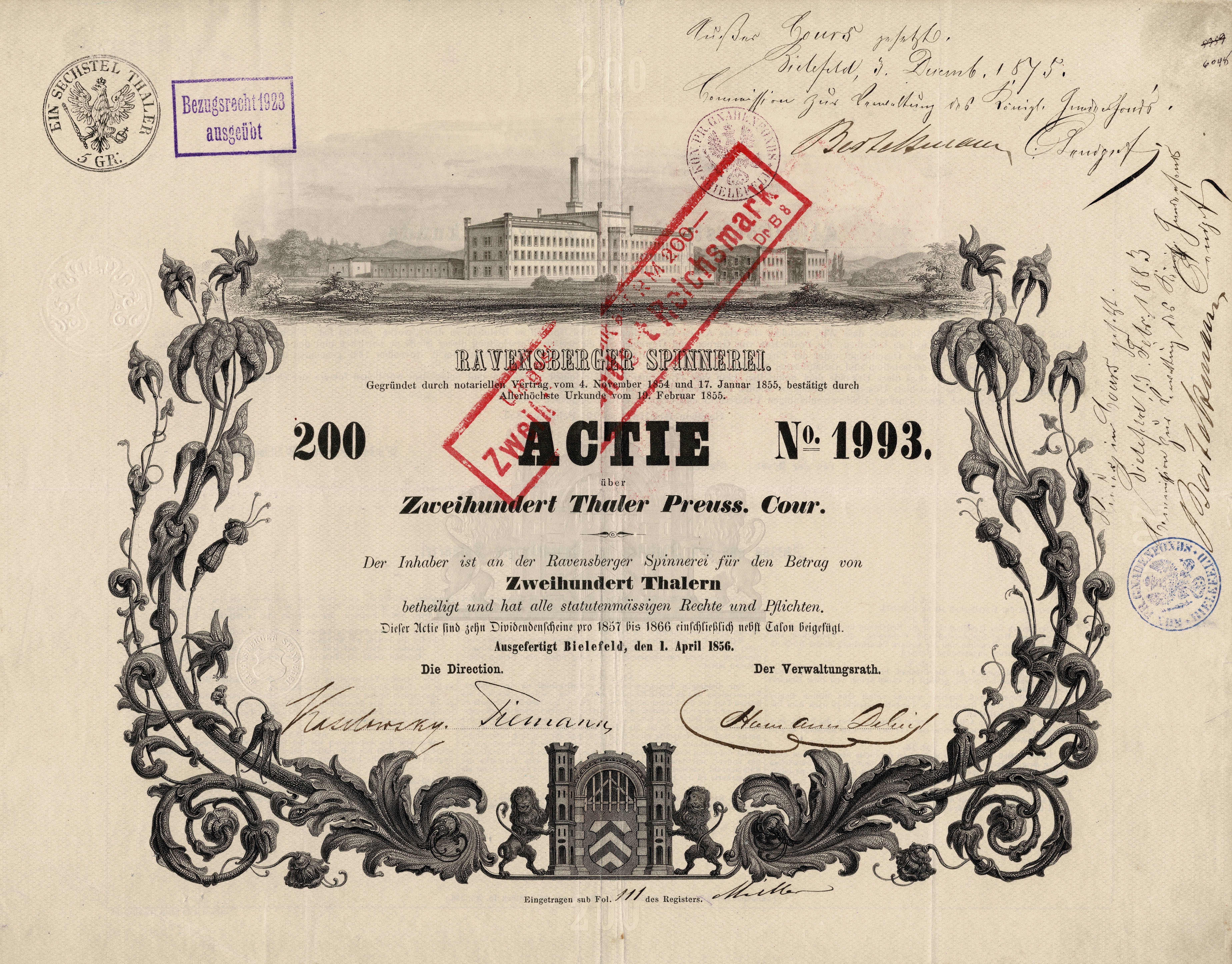
Aktie der Ravensberger Spinnerei vom 1. April 1856 mit Unterschrift vom Verwaltungsrat Hermann Delius

Deutlich aufgeschlossener für die neue Entwicklung waren einerseits die kleineren, noch nicht so fest etablierten Händler und einige Mitglieder der jüngeren Generation aus den Großhändlerfamilien. Zu diesen gehörte auch Hermann Delius. Eine erste Fabrikgründung ging 1852 von dem Sohn des ungarischen Zuwanderers Moriz Bozi aus mit der Spinnerei „Vorwärts“. Daraufhin gelang es Delius, einige der reichsten Bielefelder Leinenhändler zur Unterstützung seiner Pläne zu bewegen. Unter seiner Leitung wurde 1854 eine Aktiengesellschaft gegründet, die 1857 die Ravensberger Spinnerei eröffnete. Das Kapital brachten die Kaufmannsfamilien mühelos auf, wegen Überzeichnung musste die Aktienausgabe gar gestoppt werden. Dieses Unternehmen war damals eine der größten mechanischen Flachsspinnereien in Europa. Der Betrieb beschäftigte 1865 immerhin 1500 Arbeiter und Arbeiterinnen. Im Jahr 1862 war Delius auch an der Gründung der mechanischen Weberei beteiligt. Durch die drei Textilfabriken wurde Bielefeld zu einer führenden Leinenstadt in Kontinentaleuropa, nur übertroffen von Trutnov in Böhmen.
Auch bei der wirtschaftspolitischen Interessenvertretung der Bielefelder Industrie spielte Delius eine wichtige Rolle. So bemühte er sich um die Anbindung der Stadt an die Eisenbahn. Er war seit 1859 Vorsitzender der Handelskammer Bielefeld und legte 1873 den Grundstein zu deren eigenem Gebäude. Im Jahr 1874 musste er allerdings zurücktreten, da er im Gegensatz zur Mehrheit der Kammer für Schutzzölle eintrat.
Er erhielt den Titel „Geheimer Kommerzienrat“, gehörte 50 Jahre der Stadtverordnetenversammlung an und wurde 1887 Reichstagsabgeordneter. Bis 1890 vertrat er den Wahlkreis Minden 3 (Bielefeld – Wiedenbrück) im Reichstag. Die Stadt Bielefeld verlieh ihm 1893 die Ehrenbürgerwürde und ehrt mit der Hermann-Delius-Straße seit 1902 bis heute sein Andenken.